# A Debreceni VSC 2003–2004-es szezonja
A Debreceni VSC 2003–2004-es szezonja szócikk a Debreceni VSC első számú férfi labdarúgócsapatának egy szezonjáról szól, mely sorozatban a 11., összességében pedig a 26. idénye a csapatnak a magyar első osztályban. A klub fennállásának ekkor volt a 101. évfordulója. A klub által az UEFA-kupában elért siker értékét jelzi, hogy utoljára 19 évvel korábban jutott el magyar csapat a nemzetközi tornák tavaszi fordulójáig.

## Mérkőzések
| Színmagyarázat | Színmagyarázat |
| -------------- | -------------- |
|                | Győzelem.      |
|                | Döntetlen.     |
|                | Vereség.       |

### UEFA-kupa
Selejtező
| 2003. augusztus 14. 17:00 |

| Ekranas                   | 1 – 1               | Debreceni VSC |
| ------------------------- | ------------------- | ------------- |
| Lukšys 17' Česnauskis 82' | (1 – 0) Jegyzőkönyv | Bajzát 74'    |

| Aukštaitija Stadion, Panevėžys Nézőszám: 4 000 Játékvezető: Vervecken (belga) |

| 2003. augusztus 28. 19:00 |

| Debreceni VSC                | 2 – 1               | Ekranas                                                                                  |
| ---------------------------- | ------------------- | ---------------------------------------------------------------------------------------- |
| Bajzát 42' 90+7' 36' Böőr 2' | (1 – 0) Jegyzőkönyv | Kavaliauskas 61' Savėnas 19' Klimavičius 41′, 70′ Kučys 43' Skrupskis 64' Mikoliunas 87' |

| Oláh Gábor utcai stadion, Debrecen Nézőszám: 7 000 Játékvezető: Janku (albán) |

1. forduló
| 2003. szeptember 24. 18:00 |

| Varteks                     | 1 – 3               | Debreceni VSC                                       |
| --------------------------- | ------------------- | --------------------------------------------------- |
| Kastel 45' Kristić 68′, 85′ | (1 – 1) Jegyzőkönyv | Sándor 24' Kiss 58' Dombi 89' Böőr 14' Szekeres 67' |

| Anđelko Herjavec Stadion, Varasd Nézőszám: 4 000 Játékvezető: Malcolm (skót) |

| 2003. október 15. 18:00 |

| Debreceni VSC                          | 3 – 2               | Varteks                                  |
| -------------------------------------- | ------------------- | ---------------------------------------- |
| Granic 45' (öngól) Kiss 46' Habi 90+1' | (1 – 1) Jegyzőkönyv | Šafarić 26' Vučković 58' 90+1' Rezic 71' |

| Oláh Gábor utcai stadion, Debrecen Nézőszám: 7 000 Játékvezető: C. Richards (angol) |

2. forduló
| 2003. november 6. 20:15 |

| PAÓK                                                  | 1 – 1               | Debreceni VSC                                                        |
| ----------------------------------------------------- | ------------------- | -------------------------------------------------------------------- |
| Karadimos 18' 41' Vokolos 24' Chasiotis 50' Hagan 68' | (1 – 1) Jegyzőkönyv | Bajzát 26' Éger 25' Tomić 53' Szatmári 55' Flávio Pim 65' Sándor 74' |

| Túmbasz Stadion, Szaloniki Nézőszám: 22 000 Játékvezető: Edo Trivković (horvát) |

| 2003. november 27. 17:00 |

| Debreceni VSC | 0 – 0               | PAÓK                              |
| ------------- | ------------------- | --------------------------------- |
|               | (0 – 0) Jegyzőkönyv | Vangelis 75' Yiannitsanakis 90+2' |

| Oláh Gábor utcai stadion, Debrecen Nézőszám: 7 000 Játékvezető: Álón Jefet (izraeli) |

- Idegenben lőtt góllal a DVSC jutott tovább.

3. forduló
| 2004. február 26. 20:30 |

| Club Brugge          | 1 – 0               | Debreceni VSC         |
| -------------------- | ------------------- | --------------------- |
| Lange 40' Simons 42' | (1 – 0) Jegyzőkönyv | Bernáth 3' Bajzát 45' |

| Jen Breydel Stadion, Brugge Játékvezető: Emil Božinovski (mecedón) |

| 2004. március 3. 19:00 |

| Debreceni VSC | 0 – 0               | Club Brugge                        |
| ------------- | ------------------- | ---------------------------------- |
| Habi 84'      | (0 – 0) Jegyzőkönyv | Van der Heyden 34' Gvozdenović 53' |

| Oláh Gábor utcai stadion, Debrecen Játékvezető: Arturo Daudén Ibáñez (angol) |

### Arany Ászok Liga 2003–04

#### Őszi fordulók
| 1. forduló 2003. július 28. 18:00 |

| Újpest                               | 3 – 1               | Debreceni VSC                                            |
| ------------------------------------ | ------------------- | -------------------------------------------------------- |
| Kovács 10' 81' Farkas 26' Urbán 20'< | (2 – 0) Jegyzőkönyv | Tamási 79' (öngól) Dombi 40' Selymes 51′, 86′ Éger 90+1' |

| Megyeri út, Budapest Nézőszám: 4 000 Játékvezető: Ábrahám Attila (magyar) |

| 2. forduló 2003. augusztus 2. 20:00 |

| Debreceni VSC                                | 3 – 0               | Haladás                   |
| -------------------------------------------- | ------------------- | ------------------------- |
| Éger 5' Șumudică 27' 42' Sándor 16' Böőr 29' | (3 – 0) Jegyzőkönyv | Zöld 11' Kaj 18' Tóth 26' |

| Oláh Gábor utcai stadion, Debrecen Nézőszám: 5 000 Játékvezető: Saskőy Szabolcs (magyar) |

| 3. forduló 2003. augusztus 9. 20:00 |

| Debreceni VSC         | 0 – 0               | FC Sopron                    |
| --------------------- | ------------------- | ---------------------------- |
| Sándor 46' Vincze 55' | (0 – 0) Jegyzőkönyv | Tóth 33' Bagoly 64' Pető 84' |

| Oláh Gábor utcai stadion, Debrecen Nézőszám: 6 500 Játékvezető: Erdős József (magyar) |

| 4. forduló 2003. augusztus 23. 20:00 |

| BFC Siófok                                                         | 1 – 0               | Debreceni VSC                      |
| ------------------------------------------------------------------ | ------------------- | ---------------------------------- |
| Csordás 64' Juhász 40' Györök 45' Usvat 56' Virág 70' Radics 90+3' | (0 – 0) Jegyzőkönyv | Nikolov 20' Madar 28' Szekeres 74′ |

| Révész Géza utcai stadion, Siófok Nézőszám: 3 000 Játékvezető: Szarka Zoltán (magyar) |

| 5. forduló 2003. augusztus 31. 20:00 |

| Debreceni VSC                         | 4 – 0               | Zalaegerszegi TE     |
| ------------------------------------- | ------------------- | -------------------- |
| Șumudică 30' Bajzát 35' 90' Madar 77' | (2 – 0) Jegyzőkönyv | Bardi 11′ Babati 32' |

| Oláh Gábor utcai stadion, Debrecen Nézőszám: 4 000 Játékvezető: Megyebíró János (magyar) |

| 6. forduló 2003. szeptember 13. 20:00 |

| Videoton                                | 2 – 0               | Debreceni VSC                                               |
| --------------------------------------- | ------------------- | ----------------------------------------------------------- |
| Tóth 35' Dvéri 42' Szabó 67' Medveď 72' | (2 – 0) Jegyzőkönyv | Bajzát 20' Éger 40' Szekeres 62' Sándor 63′, 63′ Vincze 66' |

| Sóstói Stadion, Székesfehérvár Nézőszám: 3 500 Játékvezető: Kassai Viktor (magyar) |

| 7. forduló 2003. szeptember 19. 18:00 |

| Debreceni VSC                            | 1 – 0               | Pécsi MFC                |
| ---------------------------------------- | ------------------- | ------------------------ |
| Șumudică 39' 48' Szekeres 61' Böőr 90+2' | (1 – 0) Jegyzőkönyv | Horváth Gy. 32' Gaál 81' |

| Oláh Gábor utcai stadion, Debrecen Nézőszám: 4 000 Játékvezető: Arany Tamás (magyar) |

| 8. forduló 2003. szeptember 28. 16:00 |

| Előre FC Békéscsaba         | 1 – 2               | Debreceni VSC                                |
| --------------------------- | ------------------- | -------------------------------------------- |
| Kovács B. 80' Valentényi 2' | (0 – 1) Jegyzőkönyv | Bajzát 6' 64' Nikolov 11' Böőr 53' Tomić 83' |

| Kórház utcai stadion, Békéscsaba Nézőszám: 5 000 Játékvezető: Világi Balázs (magyar) |

| 9. forduló 2003. október 5. 16:00 |

| Debreceni VSC                                                      | 5 – 0               | Ferencváros |
| ------------------------------------------------------------------ | ------------------- | ----------- |
| Dombi 12' Halmosi 38' Szekeres 43' Madar 67' Șumudică 72' Éger 89' | (3 – 0) Jegyzőkönyv | Leandro 25' |

| Oláh Gábor utcai stadion, Debrecen Nézőszám: 6 500 Játékvezető: Ábrahám Attila (magyar) |

| 10. forduló 2003. október 19. 18:00 |

| MTK Hungária                                                              | 2 – 0               | Debreceni VSC       |
| ------------------------------------------------------------------------- | ------------------- | ------------------- |
| Torghelle 11' 56' Molnár 67' Komlósi 20' Szabó 30' Zavadszky 68' Füzi 75' | (1 – 0) Jegyzőkönyv | Sándor 51′ Kiss 69' |

| Hidegkuti Nándor Stadion, Budapest Nézőszám: 1 500 Játékvezető: Hanacsek Attila (magyar) |

| 11. forduló 2003. október 25. 16:00 |

| Debreceni VSC                            | 1 – 0               | Győri ETO                                                |
| ---------------------------------------- | ------------------- | -------------------------------------------------------- |
| Éger 44' (11-esből) Habi 9' Șumudică 12' | (1 – 0) Jegyzőkönyv | Stark 1' Nyilas 23' Bajevszki 43' Böjte 75' Kalina 90+3' |

| Oláh Gábor utcai stadion, Debrecen Nézőszám: 4 500 Játékvezető: Makai János (magyar) |

| 12. forduló 2003. október 31. 18:00 |

| Debreceni VSC                                                     | 3 – 3               | Újpest                                                                                |
| ----------------------------------------------------------------- | ------------------- | ------------------------------------------------------------------------------------- |
| Nikolov 40' Éger 66' (11-esből) Selymes 71' Szekeres 42' Habi 75' | (1 – 2) Jegyzőkönyv | Kovács 10' 69' Erős 37' Juhár 16' Vanczák 38′, 65′ Simek 42' Polonkai 50' Szélesi 88' |

| Oláh Gábor utcai stadion, Debrecen Nézőszám: 5 000 Játékvezető: Megyebíró János (magyar) |

| 13. forduló 2003. november 9. 16:00 |

| Haladás      | 0 – 0               | Debreceni VSC                       |
| ------------ | ------------------- | ----------------------------------- |
| Czeglédi 52' | (0 – 0) Jegyzőkönyv | Flávio Pim 36' Selymes 52' Éger 88' |

| Rohonci úti stadion, Szombathely Nézőszám: 6 000 Játékvezető: Ábrahám Attila (magyar) |

| 14. forduló 2003. november 15. 16:00 |

| FC Sopron                    | 1 – 3               | Debreceni VSC                                            |
| ---------------------------- | ------------------- | -------------------------------------------------------- |
| Bausz 73' Lazić 52' Pető 61' | (0 – 2) Jegyzőkönyv | Dombi 30' Sándor 38' Halmosi 66' 67' Habi 23' Bajzát 45' |

| Káposztás utcai Stadion, Sopron Nézőszám: 3 000 Játékvezető: Kassai Viktor (magyar) |

| 15. forduló 2003. november 22. 15:30 |

| Debreceni VSC       | 0 – 1               | BFC Siófok          |
| ------------------- | ------------------- | ------------------- |
| Éger 76' Sándor 85' | (0 – 0) Jegyzőkönyv | Vörös 80' Virág 51' |

| Oláh Gábor utcai stadion, Debrecen Nézőszám: 5 000 Játékvezető: Megyebíró János (magyar) |

| 16. forduló 2003. november 30. 15:00 |

| Zalaegerszegi TE | 0 – 1               | Debreceni VSC                                 |
| ---------------- | ------------------- | --------------------------------------------- |
| Balog 68'        | (0 – 0) Jegyzőkönyv | Flávio Pim 72' Halmosi 32' Madar 56' Habi 90' |

| ZTE Aréna, Zalaegerszeg Nézőszám: 5 000 Játékvezető: Makai János (magyar) |

#### Tavaszi fordulók
| 17. forduló 2004. március 7. 18:00 |

| Debreceni VSC               | 2 – 0   | Videoton                  |
| --------------------------- | ------- | ------------------------- |
| Szekeres 44' 35' Bajzát 69' | (1 – 0) | Tóth 33' Kóczián 54′, 54′ |

| Oláh Gábor utcai stadion, Debrecen Nézőszám: 4 500 Játékvezető: Saskőy Szabolcs (magyar) |

| 18. forduló 2004. március 13. 18:00 |

| Pécsi MFC     | 0 – 0               | Debreceni VSC          |
| ------------- | ------------------- | ---------------------- |
| Pavičević 15' | (0 – 0) Jegyzőkönyv | Halmosi 22' Bajzát 57' |

| PMFC Stadion, Pécs Nézőszám: 4 000 Játékvezető: Juhos Attila (magyar) |

| 19. forduló 2004. március 20. 18:00 |

| Debreceni VSC                  | 1 – 0               | Előre FC Békéscsaba |
| ------------------------------ | ------------------- | ------------------- |
| Dombi 66' Balog 67' Vincze 74' | (0 – 0) Jegyzőkönyv |                     |

| Oláh Gábor utcai stadion, Debrecen Nézőszám: 4 000 Játékvezető: Erdős József (magyar) |

| 20. forduló 2004. március 27. 18:00 |

| Ferencváros                                      | 0 – 0               | Debreceni VSC                                        |
| ------------------------------------------------ | ------------------- | ---------------------------------------------------- |
| Kriston 4′ Szkukalek 42' Dragóner 44' Tököli 86' | (0 – 0) Jegyzőkönyv | Bajzát 6' Dombi 18' Bernáth 20′ Habi 69' Halmosi 82' |

| Üllői úti stadion, Budapest Nézőszám: 5 000 Játékvezető: Megyebíró János (magyar) |

| 21. forduló 2004. április 3. 16:30 |

| Debreceni VSC                                  | 2 – 2               | MTK Hungária                                                        |
| ---------------------------------------------- | ------------------- | ------------------------------------------------------------------- |
| Bogdanović 21' Éger 55' (11-esből) Halmosi 79' | (1 – 2) Jegyzőkönyv | Carlos 18' Juhász 44' Janjić 17' Füzi 41' Komlósi 55' Torghelle 62' |

| Oláh Gábor utcai stadion, Debrecen Nézőszám: 6 000 Játékvezető: Dubraviczky Attila (magyar) |

| 22. forduló 2004. április 7. 18:00 |

| Győri ETO            | 1 – 5               | Debreceni VSC                                |
| -------------------- | ------------------- | -------------------------------------------- |
| Perić 4' Kartelo 50' | (1 – 2) Jegyzőkönyv | Bajzát 1' 55' Bogdanović 16' Halmosi 75' 83' |

| Rába ETO Stadion, Győr Nézőszám: 1 000 Játékvezető: Ábrahám Attila (magyar) |

| 23. forduló (rájátszás) 2004. április 11. 14:00 |

| Debreceni VSC                      | 2 – 0               | Újpest                      |
| ---------------------------------- | ------------------- | --------------------------- |
| Vanczák 37' (öngól) Bogdanović 62' | (1 – 0) Jegyzőkönyv | Juhár 3' Simek 14' Nagy 78' |

| Oláh Gábor utcai stadion, Debrecen Nézőszám: 4 000 Játékvezető: Fábián Mihály (magyar) |

| 24. forduló (rájátszás) 2004. április 17. 18:00 |

| FC Sopron                         | 2 – 3               | Debreceni VSC                                                          |
| --------------------------------- | ------------------- | ---------------------------------------------------------------------- |
| Tóth 28' 43' (11-esből) Vasas 16' | (2 – 3) Jegyzőkönyv | Andorka 20' 34' Bernáth 29' Madar 10' Vincze 53' Nikolov 80' Tomić 89' |

| Káposztás utcai Stadion, Sopron Nézőszám: 4 000 Játékvezető: Megyebíró János (magyar) |

| 25. forduló (rájátszás) 2004. április 21. 19:00 |

| Debreceni VSC                 | 2 – 2               | MTK Hungária           |
| ----------------------------- | ------------------- | ---------------------- |
| Zabos 55' (öngól) Andorka 78' | (0 – 1) Jegyzőkönyv | Zabos 16' Juhász 90+2' |

| Oláh Gábor utcai stadion, Debrecen Nézőszám: 7 000 Játékvezető: Kassai Viktor (magyar) |

| 26. forduló (rájátszás) 2004. május 1. 18:00 |

| BFC Siófok                       | 1 – 1               | Debreceni VSC                     |
| -------------------------------- | ------------------- | --------------------------------- |
| Hegedűs 8' Usvat 50' Csordás 79' | (1 – 1) Jegyzőkönyv | Bogdanović 26' 26' Flávio Pim 77' |

| Révész Géza utcai stadion, Siófok Nézőszám: 3 000 Játékvezető: Szarka Zoltán (magyar) |

| 27. forduló (rájátszás) 2004. május 9. 11:30 |

| Debreceni VSC                                      | 3 – 2               | Ferencváros                                                  |
| -------------------------------------------------- | ------------------- | ------------------------------------------------------------ |
| Flávio Pim 50' Halmosi 60' Bogdanović 66' Habi 39' | (0 – 1) Jegyzőkönyv | Tököli 2' 89' Leandro 15′, 45′ Lipcsei 42′, 90+2′ Bognár 55' |

| Oláh Gábor utcai stadion, Debrecen Nézőszám: 7 000 Játékvezető: Ábrahám Attila (magyar) |

| 28. forduló (rájátszás) 2004. május 12. 18:00 |

| Újpest                                         | 3 – 0               | Debreceni VSC           |
| ---------------------------------------------- | ------------------- | ----------------------- |
| Tóth 53' 62' Rajczi 90+1' Szélesi 35' Erős 55' | (0 – 0) Jegyzőkönyv | Éger 24' Flávio Pim 32' |

| Szusza Ferenc Stadion, Budapest Nézőszám: 5 000 Játékvezető: Megyebíró János (magyar) |

| 29. forduló (rájátszás) 2004. május 15. 19:00 |

| Debreceni VSC | 1 – 2               | FC Sopron                     |
| ------------- | ------------------- | ----------------------------- |
| Sándor 19'    | (1 – 1) Jegyzőkönyv | Tóth 11' Bagoly 64' Grósz 52' |

| Oláh Gábor utcai stadion, Debrecen Nézőszám: 6 500 Játékvezető: Juhos Attila (magyar) |

| 30. forduló (rájátszás) 2004. május 19. 19:00 |

| MTK Hungária        | 0 – 1               | Debreceni VSC                  |
| ------------------- | ------------------- | ------------------------------ |
| Füzi 45' Juhász 89' | (0 – 0) Jegyzőkönyv | Bajzát 69' Vincze 42' Éger 65' |

| Hidegkuti Nándor Stadion, Budapest Nézőszám: 1 000 Játékvezető: Fábián Mihály (magyar) |

| 31. forduló (rájátszás) 2004. május 22. 18:00 |

| Debreceni VSC                 | 3 – 0               | BFC Siófok           |
| ----------------------------- | ------------------- | -------------------- |
| Bajzát 11' Bogdanović 28' 51' | (2 – 0) Jegyzőkönyv | Virág 84' Györök 89' |

| Oláh Gábor utcai stadion, Debrecen Nézőszám: 7 000 Játékvezető: Bede Ferenc (magyar) |

| 32. forduló (rájátszás) 2004. május 27. 21:30 |

| Ferencváros                                                       | 3 – 1               | Debreceni VSC                             |
| ----------------------------------------------------------------- | ------------------- | ----------------------------------------- |
| Gera 8' 12' Tököli 14' Lipcsei 60' Kapič 15' Rósa 35' Leandro 83' | (2 – 1) Jegyzőkönyv | Sándor 33' Bernáth 20' Habi 38' Dombi 78' |

| Üllői úti stadion, Budapest Nézőszám: 10 000 Játékvezető: Ľuboš Micheľ (szlovák) |

#### A végeredmény (Felsőház)
| # | Csapat          | J  | Gy | D  | V  | Rg | Kg | Gk  | P  | Megjegyzés                              |
| - | --------------- | -- | -- | -- | -- | -- | -- | --- | -- | --------------------------------------- |
| 1 | Ferencvárosi TC | 32 | 16 | 9  | 7  | 44 | 30 | +14 | 57 | Bajnok, 2004-2005-ös BL 2. selejtezőkör |
| 2 | Újpest FC       | 32 | 15 | 11 | 6  | 48 | 29 | +19 | 56 | 2004–2005-ös UEFA-kupa 2. selejtezőkör  |
| 3 | Debreceni VSC   | 32 | 16 | 8  | 8  | 51 | 32 | +19 | 56 | 2004-es Intertotó-kupa                  |
| 4 | BFC Siófok      | 32 | 14 | 8  | 10 | 34 | 24 | +10 | 50 |                                         |
| 5 | Matáv Sopron    | 32 | 13 | 9  | 10 | 53 | 42 | +11 | 48 | 2004-es Intertotó-kupa                  |
| 6 | MTK Hungária FC | 32 | 11 | 11 | 10 | 42 | 40 | +2  | 44 |                                         |

#### Eredmények összesítése
Az alábbi táblázatban összesítve szerepelnek a Debreceni VSC 2003/04-es bajnokságban elért eredményei.
| Ősz/tavasz (forduló)    | Otthon | Otthon | Otthon | Otthon | Otthon | Otthon | Otthon | Idegenben | Idegenben | Idegenben | Idegenben | Idegenben | Idegenben | Idegenben |
| Ősz/tavasz (forduló)    | M      | GY     | D      | V      | LG–KG  | GK     | P      | M         | GY        | D         | V         | LG–KG     | GK        | P         |
| ----------------------- | ------ | ------ | ------ | ------ | ------ | ------ | ------ | --------- | --------- | --------- | --------- | --------- | --------- | --------- |
| Őszi szezon (1–16.)     | 8      | 5      | 2      | 1      | 17–4   | +13    | 17     | 8         | 3         | 1         | 4         | 7–10      | –3        | 10        |
| Tavaszi szezon (17–32.) | 8      | 5      | 2      | 1      | 16–8   | +8     | 17     | 8         | 3         | 3         | 2         | 11–10     | +1        | 12        |
| Összesen (1–32.)        | 16     | 10     | 4      | 2      | 33–12  | +21    | 34     | 16        | 6         | 4         | 6         | 18–20     | –2        | 22        |

### Magyar kupa
3. forduló
| 2003. szeptember 3. 19:00 |

| Vasas                                   | 2 – 0               | Debreceni VSC            |
| --------------------------------------- | ------------------- | ------------------------ |
| Rob 62' Kovrig 67' Schultz 46' Füzi 57' | (0 – 0) Jegyzőkönyv | Șumudică 15' Nikolov 34' |

| Illovszky Rudolf Stadion, Budapest Nézőszám: 2 000 Játékvezető: Hanacsek Attila (magyar) |